# Портлет
Портлет — подключаемый сменный компонент пользовательского интерфейса веб-портала (элемент веб-страницы).
Портлет выдаёт фрагменты разметки, которые встраиваются в страницу портала. Чаще всего страница портала представляется в виде набора не перекрывающих друг друга портлетных окон, каждое из которых отображает портлет. Таким образом, портлет (или совокупность портлетов) представляется в виде единого веб-приложения, размещённого на портале. Примеры портлетов: email, сообщения о погоде, последние новости.
Благодаря следованию существующим стандартам, разработчики могут создавать портлеты, встраиваемые в любой портал.

## Стандарты портлетов
Существует протокол WSRP, обеспечивающий стандарт веб-сервисов, который позволяет автоматически встраивать запущенные удалённо портлеты из разных источников.
Спецификации Java-портлетов JSR 168 (1.0) и JSR 286 (2.0) дают возможность взаимодействовать между собой портлетам из разных веб-порталов. Эта спецификация определяет множество API для взаимодействия контейнеров портлетов и даёт адреса областей персонализации, представления и безопасности.
Apache Pluto — эталонная реализация обеих спецификаций. Существует множество поставщиков коммерческих реализаций контейнеров портлетов. Лидируют в этой области IBM, Oracle, Vignette. Реализации от этих поставщиков имеют дополнительные расширения, не утверждённые стандартами. Кроме того, есть порталы с открытым исходным кодом, поддерживающие JSR168, такие как корпоративный портал Apache Jetspeed-2 или eXo Portal.